# Willanzheim (Willanzheim)
Willanzheim ist der Hauptort des Marktes Willanzheim im unterfränkischen Landkreis Kitzingen. Die Gemarkung Willanzheim hat eine Fläche von 12,447 km². Sie ist in 1751 Flurstücke aufgeteilt, die eine durchschnittliche Flurstücksfläche von 7107,22 m² haben.

## Geografische Lage
Naturräumlich liegt Willanzheim in der Mainbernheimer Ebene des Steigerwaldvorlandes mit ihren flachwelligen Lettenkeuperhöhen. Im Ort haben sich mehrere Naturdenkmäler, vor allem bedeutende alte Bäume bzw. Baumgruppen erhalten. Der Breitbach durchfließt von Osten her die Willanzheimer Gemarkung. Die Staatsstraße 2419 führt nach Mainbernheim zur Bundesstraße 8 (3 km nördlich) bzw. nach Markt Herrnsheim (2,4 km südlich). Die Kreisstraße KT 16 führt nach Iphofen zur B 8 (2,6 km nördlich) bzw. nach Tiefenstockheim (2,7 km südwestlich). Eine Gemeindeverbindungsstraße führt entlang des Breitbachs an der Zapfenmühle vorbei zur Domherrnmühle (2 km östlich). Ein Anliegerweg führt entlang des Breitbachs zur Hagenmühle (1 km südlich).

## Geschichte
Der Ortsname Willanzheim verweist auf eine Besiedelung durch die fränkischen Kolonisatoren zu Beginn des 6. Jahrhunderts. Das Bestimmungswort Willanz- geht wohl auf den fränkischen Vornamen Wieland zurück. Der Ort war also das Heim eines Wieland. Willanzheim unterschied sich früh von den Orten in seiner Umgebung, weil hier ein fränkisch-königlicher Fronhof oder sogar ein Königshof angesiedelt wurde. Erstmals erwähnt wurde der Ort als Uueolendishaim im Jahr 741, als die Karolinger das neugegründete Bistum Würzburg mit mehreren Kirchen ausstatteten.
Mit einer Schenkung durch den Ortsadeligen Gerung von Wielandesheim an das Domstift Würzburg im Jahr 1137 wird das Dorf neuerlich in den Quellen fassbar. Damals gelangte die örtliche Burg an Würzburg, das die Schenkung wiederum als Lehen an kleinere Adelsgeschlechter übergab. So gelangten auch die Grafen zu Castell 1315 an die Vogtei über das Dorf. Sie vergaben allerdings ebenfalls Lehen, sodass die Grundherrschaft in Willanzheim bald stark zersplittert war.
Unter Kaiser Karl IV., der einen Landweg zwischen seinen Besitzungen in Böhmen und Luxemburg schaffen wollte, spaltete sich die Dorfherrschaft im 14. Jahrhundert noch weiter. Insgesamt sind zu dieser Zeit zwei befestigte Anlagen um den Ort auszumachen (Turmhügel und Burgstall Willanzheim). Im 15. Jahrhundert besaßen die Ritter von Heidingsfeld, die Fuchsen von Dornheim und die Wenkheim Lehengüter vor Ort. Schließlich gelang es den Wenkheim den Großteil der Lehen auf sich zu vereinen, man gab einen Adelssitz wieder auf.
Erst 1628 konnte das mächtige Hochstift Würzburg die Vogtei und Dorfherrschaft über Willanzheim erwerben. Gegen Ende des 18. Jahrhunderts bestand Markt Willanzheim aus ungefähr 80 Haushaltungen. Das Hochgericht hatte das domkapitel’sche Halsgericht Willanzheim  inne. Die Dorf- und Gemeindeherrschaft sowie die Grundherrschaft über sämtliche Anwesen oblag dem Kellereiamt Willanzheim.
Infolge des Grenzvertrages zwischen Großherzogtum Würzburg und dem Königreich Bayern gelangte Willanzheim am 26. Mai 1810 an letzteres. Mit dem Gemeindeedikt entstand der Steuerdistrikt Willanzheim. Zu diesem gehörten Brückenmühle, Dorfmühle, Hagenmühle, Hintere Dorfmühle, Mönchsondheim, Nierenmühle, Obere Dorfmühle, Riedmühle, Schwarzmühle, Tiefenstockheim, Untere Dorfsmühle, Weidenmühle, Zapfenmühle und Ziegelhütte. Wenig später entstand die Ruralgemeinde Willanzheim mit den Orten Brückenmühle, Hagenmühle, Weidenmühle, Zapfenmühle und Ziegelhütte (zwischen der Heim’schen und Rahner’schen Ziegelei wurde erst später unterschieden). Sie war in Verwaltung und Gerichtsbarkeit dem Landgericht Markt Bibart zugeordnet und in der Finanzverwaltung dem Rentamt Iphofen. Am 25. August 1857 wurde die Gemeinde an das Landgericht Marktsteft und an das Rentamt Kitzingen überwiesen (1919 in Finanzamt Kitzingen umbenannt). Ab 1862 war das Bezirksamt Kitzingen (1939 in Landkreis Kitzingen umbenannt) für die Verwaltung der Gemeinde zuständig. Die Gerichtsbarkeit lag nun beim Landgericht Kitzingen (1879 in Amtsgericht Kitzingen umbenannt). 1964 hatte die Gemeinde eine Gebietsfläche von 12,490 km².
In den letzten Kriegstagen des Zweiten Weltkriegs wurde das Dorf von amerikanischen Truppen bombardiert und die Kirche weitgehend zerstört.

### Einwohnerentwicklung
| Jahr      | 1818   | 1840   | 1852   | 1855   | 1861   | 1867   | 1871   | 1875   | 1880   | 1885   | 1890   | 1895   | 1900   | 1905   | 1910   | 1919   | 1925   | 1933   | 1939   | 1946   | 1950   | 1952   | 1961   | 1970   | 1987   | 2023  |
| Einwohner | 684    | 725    | 665    | 697    | 730    | 695    | 714    | 701    | 753    | 729    | 672    | 679    | 665    | 673    | 648    | 662    | 670    | 693    | 654    | 739    | 774    | 739    | 736    | 742    | 663    | 796   |
| Häuser    | 142    | 137    |        |        |        |        | 161    |        |        | 148    | 148    |        | 144    |        |        |        | 133    |        |        |        | 136    |        | 142    |        | 169    |       |
| Quelle    | [ 11 ] | [ 18 ] | [ 19 ] | [ 19 ] | [ 20 ] | [ 21 ] | [ 22 ] | [ 23 ] | [ 24 ] | [ 25 ] | [ 26 ] | [ 19 ] | [ 27 ] | [ 19 ] | [ 28 ] | [ 19 ] | [ 29 ] | [ 19 ] | [ 19 ] | [ 19 ] | [ 30 ] | [ 19 ] | [ 15 ] | [ 31 ] | [ 32 ] | [ 2 ] |

## Religion
Willanzheim ist römisch-katholisch geprägt und Sitz der Pfarrei St. Martin.

## Kultur und Sehenswürdigkeiten

### Baudenkmäler
In Willanzheim gibt es 18 Baudenkmäler:
- Den Mittelpunkt des Ortes bildet noch heute die Martinskirche, die bereits im 8. Jahrhundert zur Grundausstattung des Bistums Würzburg gehörte. Besonders prägnant ist das achteckige Turmobergeschoss und die Welsche Haube mit Laterne. Im Inneren prägen moderne Erneuerungen nach dem Zweiten Weltkrieg und seinen Zerstörungen das Gotteshaus. Ältestes Stück der Ausstattung ist die Kanzel aus der Zeit um 1800.
- Um die Kirche besteht noch heute eine gut erhaltene Kirchenburg. Bereits seit 1303 schützte eine Ummauerung mit Gadenhäuschen das Gotteshaus und bot auch der Gemeinde in Notzeiten Schutz. Man betritt heute die Kirchenburg über einen Durchgang an der sogenannten Rathausgade, in der die Gemeindeverwaltung von Willanzheim untergebracht ist. Eindrucksvoll sind auch die Mauern, die im Süden teilweise noch mit den typischen Schlitzfenstern ausgestattet sind.
- Aus dem 18. und 19. Jahrhundert stammen zwei Feldkapellen, die an den Ortsrändern von Willanzheim errichtet wurden. Daneben haben sich mehrere Bildstöcke und andere Kleindenkmäler erhalten, die von der Volksfrömmigkeit vergangener Jahrhunderte zeugen und typisch für ein katholisches, fränkisches Dorf sind. Besonders eindrucksvoll ist ein Bildstock aus dem Jahr 1501, der in der Nähe der Zapfenmühle aufgestellt wurde.

### Bodendenkmäler
In der Gemarkung Willanzheim gibt es 18 Bodendenkmäler, darunter
- die sogenannte „Pfaffenburg“. Es handelt sich um eine latènezeitliche Viereckschanze, die der örtlichen Bevölkerung in vorgeschichtlicher Zeit einen Rückzugsort bot. Die Seitenlänge der Anlage beträgt 110 m. Die Wälle sind 5 m breit.

### Sagen
Einige Sagen haben das sogenannte Greutholz zwischen Iphofen und Willanzheim zum Thema. Man erzählte sich, dass dort ein verwunschener Mann umgehe, der laut „hu hu“ rufen soll. Ebenso soll dort eine Frau gesehen worden sein, die ihre weiße Wäsche schüttelte und an einem Baum aufhängte. Während der Adventszeit und um Ostern wurde man auch im Wald oft in die Irre geführt und kam erst am nächsten Morgen wieder nach Willanzheim zurück.
Eine Kitzinger Metzgersfrau soll nach ihrem Tod in den Wald verbannt worden sein. Sie hatte beim Fleischabwiegen ihren Daumen auf die Waage gelegt, weshalb sie noch als Verwunschene immer wieder rief: „Drei Viertel und a Damma it a a Pfund!“ Außerdem vermutete man im Wald ein altes Kloster, welches im Hunnenkrieg zerstört worden sein soll. Wahrscheinlich spielt diese Sage auf ein altes Schanzwerk an, das dort verortet wird.

## Weinbau
Willanzheim ist heute Weinbauort im Anbaugebiet Franken. Allerdings besitzt die Lage um das Dorf keinen eigenen Namen. Willanzheim ist Teil des Bereichs Weinparadies, bis 2017 waren die Winzer im Bereich Steigerwald zusammengefasst. Die Gipskeuperböden um Willanzheim eignen sich ebenso für den Anbau von Wein, wie die Lage in der Maingauklimazone, die zu den wärmsten Deutschlands gehört.
Bereits seit dem Frühmittelalter betreiben die Menschen um Willanzheim Weinbau. Die fränkischen Siedler brachten wohl im 7. Jahrhundert die Rebe mit an den Main. Der Weinbau erlebte nach der Säkularisation zu Beginn des 19. Jahrhunderts einen umfassenden Niedergang. Vor allem klimatisch weniger begünstige Lagen gab man vollständig auf. Zusätzlich erschwerte das Aufkommen von Schädlingen wie der Reblaus den Anbau. Konsolidieren konnte sich die Weinbauregion Franken erst wieder in der zweiten Hälfte des 20. Jahrhunderts. Der Einsatz von Düngern und verbesserte Anbaumethoden hatten dazu ebenso beigetragen wie die Organisation in Genossenschaften und die Flurbereinigung der 1970er Jahre. Erst seit den 2000er Jahren wird in Willanzheim wieder in begrenztem Umfang Weinbau betrieben.
| Weinlage   | Größe 1993 | Himmelsrichtung | Hangneigung | Hauptrebsorten | Großlage        |
| ---------- | ---------- | --------------- | ----------- | -------------- | --------------- |
| ohne Namen | unklar     | Süden           | unklar      | unklar         | Iphöfer Burgweg |

## Persönlichkeiten
- Kunz von Iphofen (1460–1523), Montanunternehmer im Erzgebirge, Mitglied der aus Willanzheim stammenden Familie Iphofen
- Leonhard Rosen († 1591), Abt von Kloster Ebrach (1563–1591)
- Philipp Joseph Frick (auch Frike, 1742–1798), Hoforganist in Baden-Baden, Musiktheoretiker
- Meinrad Sprenke (geboren als Georg Joseph Stephan Anton, 1755–1837), Kapuziner, theologischer Schriftsteller
- Anton Franz Jaeger (1788–1851), Oberst und Kommandeur des 14. Infanterie-Regiments
- Michael Störcher (1817–1888), Pfarrer und Maler[38]
- Peter Endrich (1886–1986), Prähistoriker und Hobby-Archäologe
- Karl-Heinz Wolbert (* 1938), Lehrer, Chorleiter und Heimatforscher, Preisträger des Frankenwürfels 2019[39]